# 鶴岡東高等学校
鶴岡東高等学校（つるおかひがしこうとうがっこう）は、山形県鶴岡市切添町にある私立高等学校である。設置主体は学校法人齋藤学園。全日制の課程で普通科4科12コース体制。男女共学。旧校名は鶴商学園高等学校、通称は「鶴東」（つるとう）。

## 沿革
- 1957年 - 前身となる「鶴岡珠算講習所」開校。
- 1964年 - 前身となる「鶴岡経理専門学校」開校。
- 1968年 - 「鶴岡商業高等学校」開校。商業科を設置。
- 1977年 - 「鶴商学園高等学校」に改称。
- 2000年 - 「鶴岡東高等学校」に改称。学科改編し、全科普通科体制となる。
- 2002年 - 普通教室、特別教室に冷房設備が設置される。周辺の県立高校は、3学年教室のみに設置されている中で、全科全学年設置という画期的なものであった。しかしながら、当初は7月中旬 - 8月下旬に稼働していたものが、財政上の問題か稼働する回数が年を追うごとに極端に少なくなり、近年は夏期補習期間と8月下旬 - 9月上旬のみのわずかな期間の稼働にとどまっている。
- 2014年 - 登高寮跡地に南体育館が竣工する。今後、現在の体育館を解体後、跡地に同年度末までに現在の1.5倍規模の新体育館が建設される。

## 設置学科
- 特進科
  - I類コース
  - II類コース
- 総合科
  - インターナショナルコース
  - ボランティア福祉コース
  - スポーツコース
  - ビジネスコース
  - カレッジコース
  - クッキングコース
- 体育科
- 情報科
  - マルチメディアコース
  - アプリケーションコース
  - ライセンスコース

## 部活動
運動部（太字は学校から強化指定されている）
- 野球部（選抜高等学校野球大会 第51回、第92回　全国高等学校野球選手権大会 第60回、第63回、第93回、第97回、第98回、第101回、 第104回、第106回に出場）
- サッカー部（全国高等学校サッカー選手権大会 第68回、第80回、第82回に出場）
- 卓球部
- 剣道部
- バスケットボール部
- ソフトボール部
- ソフトテニス部
- 陸上部
- バレーボール部
- 体操部

文化部（太字は学校から強化指定されている）
- 合唱部
- 吹奏楽部（東日本学校吹奏楽大会 第17回、第19回に出場）
- 茶道部
- 書道部
- 奉仕部
- 美術部
- 情報処理同好会
- 英会話同好会

## 著名な出身者
- 根本亮助 - 元プロサッカー選手、元モンテディオ山形
- 國井有 - 俳優
- 奥田政行 - イタリア料理シェフ
- 吉住晴斗 - プロ野球選手、元福岡ソフトバンクホークス
- 渡辺貴洋 - 元プロ野球選手、元新潟アルビレックスBC、元読売ジャイアンツ
- 中村橋吾 - 日本の歌舞伎役者

## アクセス
- 鶴岡駅より徒歩15分